# Остхофф, Сюзанна
Сюзанна Кристина Остхофф (нем. Susanne Kristina Osthoff; род. 7 марта 1962, Мюнхен) — немецкий археолог, работавшая в Ираке с 1991 года до момента взятия её в заложники 25 ноября 2005 года. Она была освобождена похитителями 18 декабря 2005 года.

## Биография
Остхофф выросла в Графинг-бай-Мюнхене (Бавария) с двумя братьями и сестрой. Она изучала археологию Ближнего Востока и семитские языки в Мюнхенском университете Людвига-Максимилиана.
После окончания учебы она переехала в Ирак, чтобы работать в области археологии, включая раскопки 4000-летнего поселения Ислин. Впоследствии она вышла замуж за иракского мусульманина-суннита из племени Шаммар и приняла ислам.

## Похищение
25 ноября 2005 года Остхофф и её водитель исчезли на севере Ираке. Два дня спустя был опубликован видеоролик, на котором двое пленников были окружены вооруженными людьми в масках, которые зачитывали заявление с угрозой убить заложников, если правительство Германии не прекратит сотрудничество с правительством Ирака.
18 декабря 2005 года Остхофф и её водитель были освобождены из плена .
Представитель Министерства иностранных дел Германии Мартин Йегер подтвердил, что «правительство Германии и посольство Германии в Багдаде участвовали» в освобождении Остхофф. Однако представители правительства Германии отказались комментировать, платили ли они выкуп за её освобождение.

## Споры
В своём первом интервью после освобождения Остхофф появилась в полном никабе и рассказала телеканалу «Аль-Джазира», что похитители заверили её, что она в безопасности, и что они знают, что она «друг Ирака». Она также выразила своё утешение тем, что «знала, что [она] не в руках преступников».
Когда она принимала душ в посольстве Германии в Багдаде сразу после освобождения, сотрудники Федеральной разведывательной службы Германии (BND) обнаружили «несколько тысяч долларов» у неё. Серийные номера купюр совпадали с номерами денег, выплаченных за её освобождение.
Остхофф утверждает, что эти деньги были переданы ей похитителями в качестве «компенсации» за пережитые ею испытания и возмещения за 9500 фунтов стерлингов, которые были у неё украдены во время похищения.
Некоторые считают, что Германия обменяла террориста Мохаммеда Али Хамади, осужденного за убийство моряка Военно-морских силы США Роберта Стетхема во время угона рейса 847 в Бейрут авиакомпании TWA, на освобождение Сюзанны Остхофф. Правительство Германии отрицает, что её освобождение было связано с освобождением Хамади.